# Dagny Carlsson
Dagny Carlsson, wcześniej Dagny Valborg Eriksson (ur. 8 maja 1912 w Kristianstad, zm. 24 marca 2022 w Solnej) – szwedzka blogerka, uważana za najstarszą blogerkę na świecie.

## Życiorys
Kiedy Carlsson miała 17 lat, zmarł jej ojciec, a jej matka została z nią i jej trójką młodszego rodzeństwa. Chciała być nauczycielką, ale ze względu na sytuację musiała iść do pracy. Pracowała jako szwaczka w jednej z fabryk. Później ukończyła szkołę w Instytucie Włókiennictwa, w Norrköping.
W wieku 99 lat Carlsson wzięła udział w kursie komputerowym. W 2012, w wieku 100 lat otworzyła swojego bloga Blogga Med Mig! (Bloguj ze mną!). Uczyła także innych seniorów, jak korzystać z komputera.
Wywiady z Carlsson i raporty o niej pojawiają się w licznych gazetach, programach telewizyjnych i na stronach internetowych. W 2015 pojawiła się w szwedzkiej telewizji Sveriges Television oraz w filmie Åsa Blanck Livet börjar vid 100 (Życie zaczyna się po 100), który opowiadał o jej życiu. W 2016 otrzymała rolę w filmie Stólatka, której nie zapłacono rachunku – zgubił się, który miał swoją kinową premierę, w tym samym roku, w Skandynawii. Potem wydała też razem z Helen Bjurberg swoją autobiografię. W 2017 Carlsson wspierała kampanię MeToo. W grudniu tego samego roku zaprezentowała odcinek audycji radiowej w programie Vinter i P1, w Sveriges Radio.
Na pytanie jaka jest jej recepta na długie życie odpowiedziała: „dobre geny i ciekawość”.

## Życie prywatne
Carlsson w latach 1942–1951 była żoną handlarza, Ragnara Norlinga (1909–1958). Po rozwodzie wyszła za mąż, za Harry'ego Carlssona (1913–2004), cieślę i przemysłowca. Była jego żoną w latach 1951–2004, aż do jego śmierci (miał raka). Nie miała dzieci. Zmarła w wieku 109 lat.

## Nagrody i wyróżnienia
- W 2013 otrzymała tytuł Veckans svensk (Szwedki tygodnia), w programie Pära Lernströma[14];
- W 2015 magazyn Seniorzy nadał Carlsson tytuł Årets Senior (seniorki roku)[15];
- W 2019 została årets guldambassadör (złotą ambasadorką roku) w Kristianstad[16].